# Arbutus × androsterilis
Arbutus × androsterilis és un híbrid natural entre Arbutus unedo i Arbutus canariensis, amb caràcters intermedis entre les dues espècies.

## Descripció
Arbutus × androsterilis és un arbre perennifoli de característiques intermèdies entre els parentals; tronc escatós, mai no arriba a ser llis, amb fulles amples i llargues, llustroses, sense pèls glandulars. Les flors surten en inflorescències penjants, amb moltes flors blanques, petites, que tampoc tenen pèls glandulosos.

## Distribució
Fins ara, Arbutus × androsterilis, es trobava només citat a Tenerife, limitat a una zona entre l'Acebiñal i el Pinar de Las Raíces, al municipi del Rosario. La presència a Gran Canària era molt complicada, ja que, encara que en aquesta illa també creixen els parentals, l'escassa presència de tots dos feia molt difícil la seva hibridació. En els últims anys, després de les múltiples reintroduccions realitzades amb l'arboç canari la cosa ha canviat. De moment s'ha localitzat en cinc localitats: Tamadaba, Cruce de Fontanales, Osorio, Jardín Canario i El Madroñal. De vegades es tracta d'exemplars en jardins, i en altres es localitzen entre exemplars d'Arbutus  canariensis reintroduïts.

## Taxonomia
Arbutus × androsterilis va ser descrita per M. Salas Pascual, J. R. Acebes Ginovés i 
Marcelino del Arco Aguilar i publicat a Taxon 42(4): 789, f. 1, 5, a l'any 1993.
Etimologia
Arbutus: nom genèric llatí amb què es coneixia a l'arboç variant europea i mediterrània d'aquesta espècie.
× androsterilis: epítet llatí que fa referència a les seves anteres estèrils.

amb certa semblança a Arbutus andrachne, un dels seus progenitors.="arbolesornamentales"/>